# Rozsdástorkú vörösbegy
A rozsdástorkú vörösbegy (Larvivora akahige) a madarak (Aves) osztályának verébalakúak (Passeriformes) rendjébe, ezen belül a légykapófélék (Muscicapidae) családjába tartozó faj.

## Rendszertani besorolása
Leírása óta ennek a kis énekesmadárnak többször is cserélték a rendszertani besorolását. Hamarább a rigófélék (Turdidae) közé sorolták. Később áthelyezték a légykapófélék (Muscicapidae) közé, a Luscinia nevű madárnembe. Azonban az újabb molekuláris törzsfejlődéses (philogenesis) kutatásoknak köszönhetően megtudtuk, hogy ez a madár, néhány másik Luscinia-fajjal együtt nem ebbe a nembe tartozik. A Lusciniából kivont fajoknak és a két ázsiai Erithacus-fajnak, megalkották, vagyis újrahasznosították, az 1837-ben megalkotott Larvivora madárnemet.

## Előfordulása
Oroszország és Japán területén költ, de mint kóborló előfordul Kína, Észak-Korea, Dél-Korea, Tajvan, Thaiföld és Vietnám területén is.

## Alfajai
- Larvivora akahige akahige - Szahalin, a Kuril-szigetek és Japán
- Larvivora akahige tanensis - Izu-szigetek

## Megjelenése
A rozsdástorkú vörösbegy testalkatra a vörösbegyre hasonlít. A pofája és torka, amint neve is mutatja, rozsdás színű; a tarkója, a háti része, a szárnyai és a farktollainak felső fele halványbarnák. A begye, a hasi része és farktollainak alulsó fele kékesszürkék.

## Képek

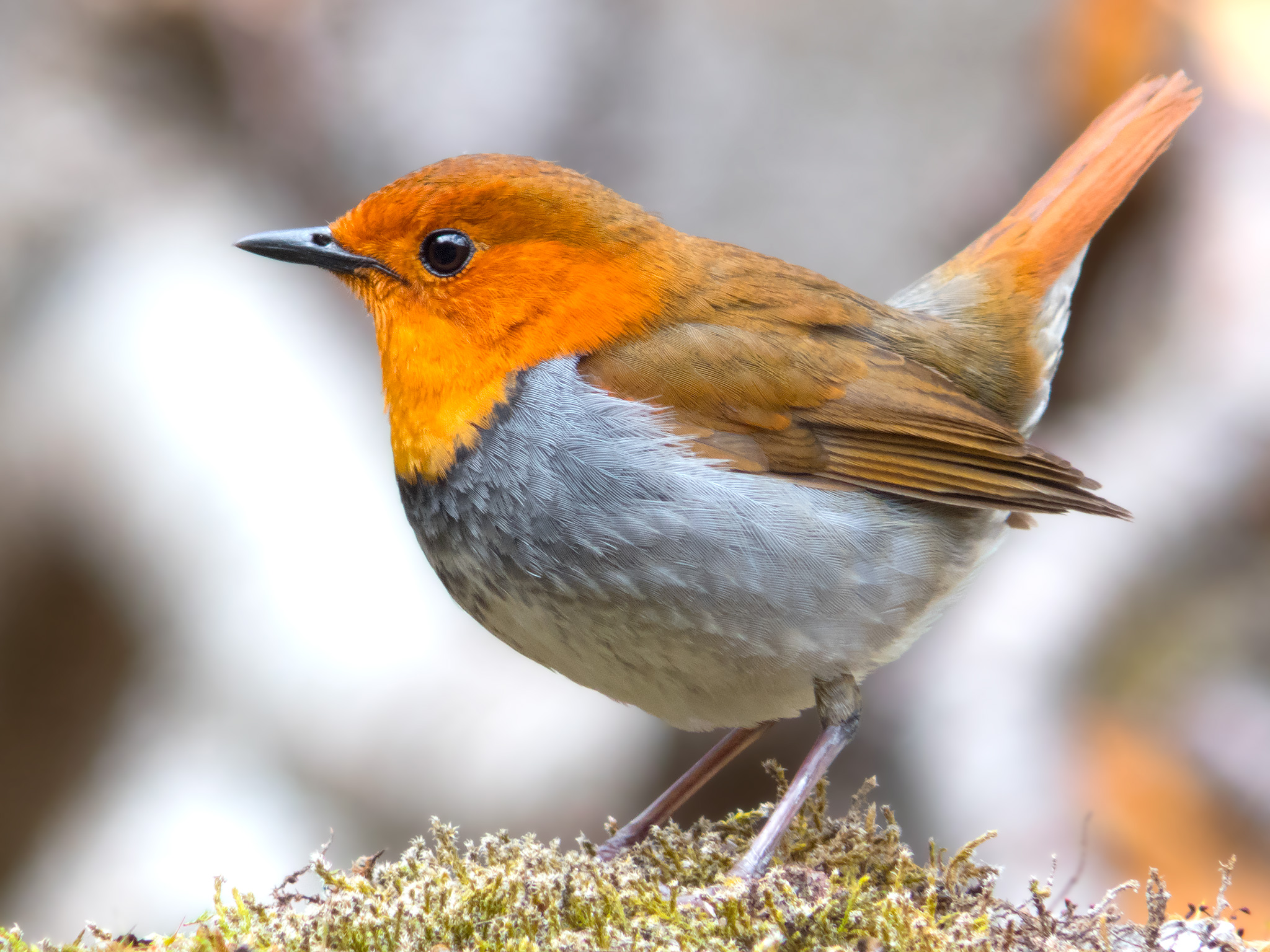
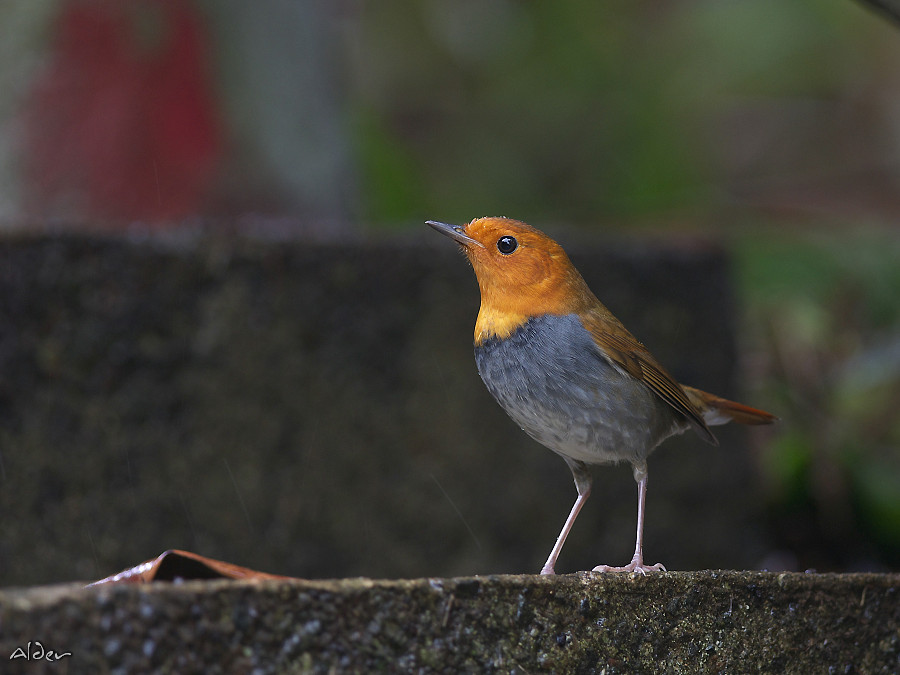
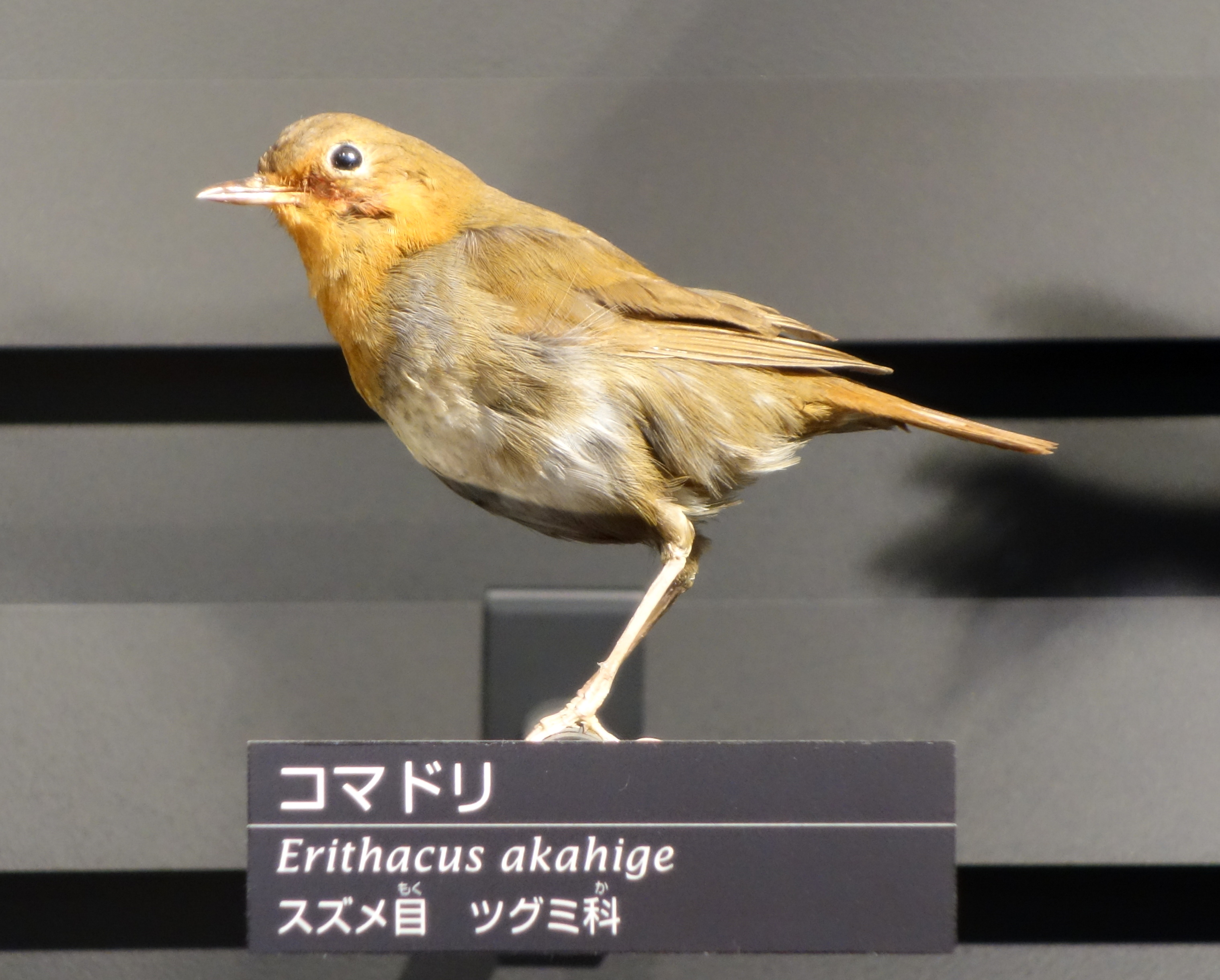
Kitömött példány
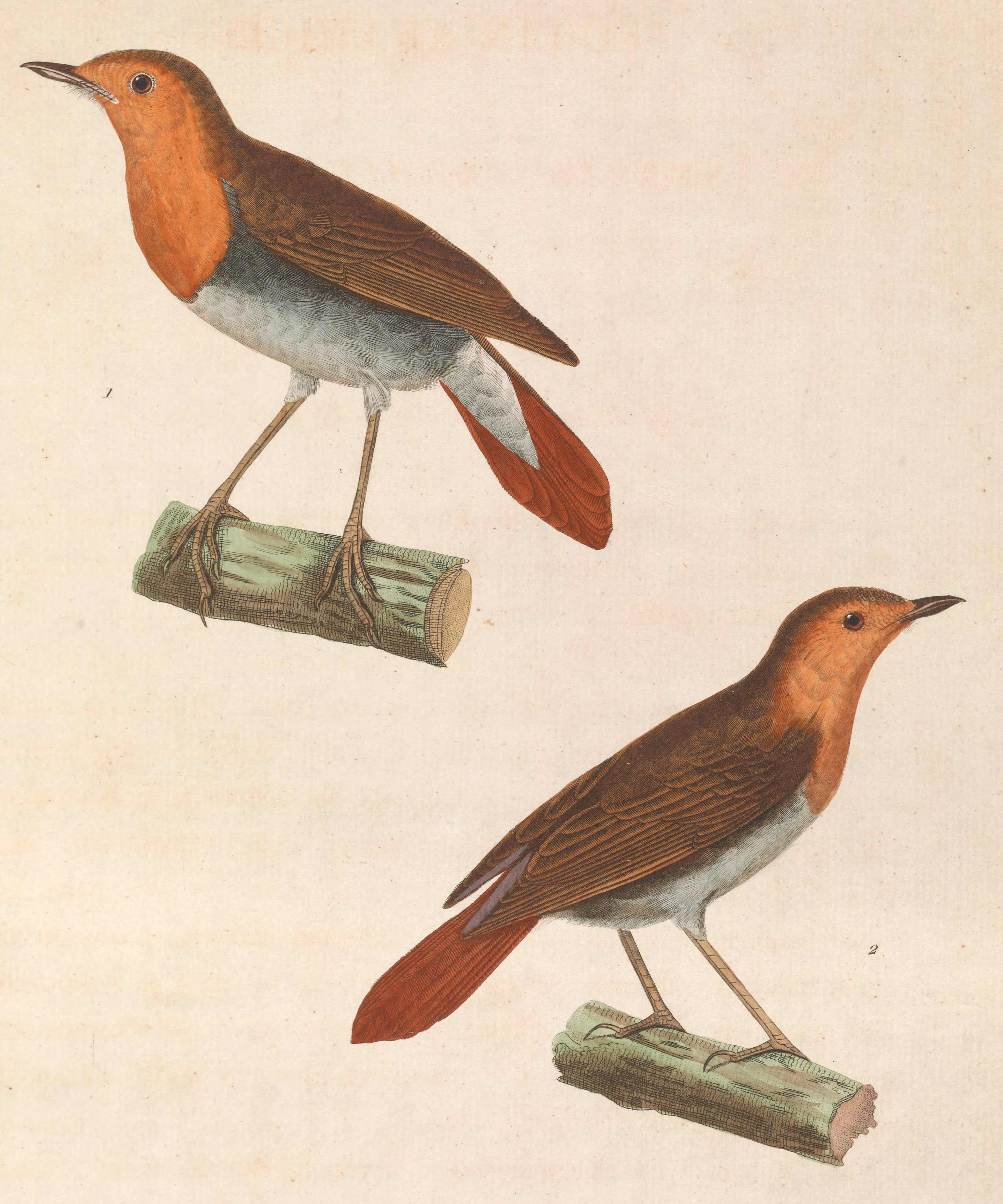
Rajz a fajról; felül hím és alul tojó

### Fordítás
- Ez a szócikk részben vagy egészben  a   Japanese robin című angol Wikipédia-szócikk ezen változatának fordításán alapul.  Az eredeti cikk szerkesztőit annak laptörténete sorolja fel. Ez a jelzés csupán a megfogalmazás eredetét és a szerzői jogokat jelzi, nem szolgál a cikkben szereplő információk forrásmegjelöléseként.